# 下斜筋
下斜筋（かしゃきん、英語: inferior oblique muscle、ラテン語: musculus obliquus inferior）は、眼球の向きを変える外眼筋のひとつである。
眼窩の前縁内側寄りから起始し、眼球の外側を抱きこむように走って眼球の上面外側寄りで強膜に停止する。6つの外眼筋のうちで唯一、起始が総腱輪からでない。眼動脈の枝に栄養される。動眼神経に支配され、収縮すると眼球を上外側方に向ける。